# Steffi Sidney
Steffi Sidney (* 16. April 1935 in Los Angeles, Kalifornien als Stephanie Skolsky; † 22. Februar 2010 in Seattle, Washington) war eine US-amerikanische Schauspielerin und Fernsehproduzentin.

## Leben
Sie war die Tochter des Hollywood-Kolumnisten Sidney Skolsky (1905–1983) und dessen Frau Estelle Skolsky (1909–1993; geborene Lorenz). Ihre Schwester war Nina Marsh (1932–2020).
Nach ihrer Ausbildung an der Schauspielschule in Los Angeles hatte sie ihre erste Filmrolle in dem von ihrem Vater produzierten Film The Eddie Cantor Story von 1953. Ihre bekannteste Rolle spielte sie im Jahr 1955 an der Seite von James Dean in dem Film ...denn sie wissen nicht, was sie tun. Es folgte im selben Jahr der Film Hold Back Tomorrow. In späteren Jahren arbeitete sie als Produktionsassistentin und Fernsehproduzentin, darüber hinaus betrieb sie mit ihrem Ehemann bis zum Jahr 2003 eine PR-Agentur in Beverly Hills.
Gemeinsam mit ihrer Mutter verwaltete Steffi Sidney nach dem Tod ihres Vaters dessen umfangreichen Nachlass inklusive zahlreicher Manuskripte und Fotografien. Sie überließen diesen später der Margaret Herrick Library.
Ihre erste Ehe mit Talentscout Leonard Gabe wurde geschieden. 1985 heiratete sie Rick Splaver, änderte ihren Namen in Steffi Sidney-Splaver und blieb bis zu ihrem Tod mit ihm verheiratet. Sie starb im Jahr 2010 im Alter von 74 Jahren im Swedish Hospital Medical Center Seattle an Nierenversagen und wurde im Mount Sinai Memorial Park, Los Angeles beigesetzt.

## Filmografie
- 1953: The Eddie Cantor Story
- 1955: Ein Mann namens Peter (A Man Called Peter)
- 1955: ... denn sie wissen nicht, was sie tun (Rebel Without a Cause)
- 1955: Hold Back Tomorrow
- 1956: Fanfaren der Freude (The Best Things in Life Are Free)
- 1957: Gold aus heißer Kehle (Loving You)
- 1957: Glut unter der Asche (Peyton Place)
- 1957: The Green-Eyed Blonde
- 1958: Reporter der Liebe (Teacher's Pet)
- 1958: High School Confidential
- 1958: The Party Crashers
- 1958: Wilde Jagd (The Hot Angel)
- 1958: The Many Loves of Dobie Gillis (Fernsehserie, 1 Folge)